# كريكيون
الكريكيون (الاسم العلمي: Corycium) هو جنس من النباتات يتبع الفصيلة السحلبية من رتبة الهليونيات.

## أنواع الكريكيون
- كريكيون الأعالي
- كريكيون أسود
- كريكيون باترسوني
- كريكيون ثلاثي الشرفات
- كريكيون ثنائي الشقوق
- كريكيون ثنائي اللون
- كريكيون صغير اللسان
- كريكيون فلانجاني
- كريكيون لحمي
- كريكيون مبتور
- كريكيون متغضن
- كريكيون مغطى
- كريكيون منثني
- كريكيون موندي
- كريكيون هالوكي